# Забоже (Лосицький повіт)
Забоже (пол. Zaborze) — село в Польщі, у гміні Плятерув Лосицького повіту Мазовецького воєводства.
Населення — 96 осіб (2011).
У 1975-1998 роках село належало до Білопідляського воєводства.

## Демографія
Демографічна структура станом на 31 березня 2011 року:
|          | Загалом | Допрацездатний вік | Працездатний вік | Постпрацездатний вік |
| -------- | ------- | ------------------ | ---------------- | -------------------- |
| Чоловіки | 52      | 5                  | 40               | 7                    |
| Жінки    | 44      | 9                  | 21               | 14                   |
| Разом    | 96      | 14                 | 61               | 21                   |